# Enomoto Tatsuya
Enomoto Tatsuya (榎本 達也 Enomoto Tatsuya, sinh ngày 16 tháng 3 năm 1979) là một cầu thủ bóng đá người Nhật Bản thi đấu cho FC Tokyo.
Sinh ra ở Nerima-ku, Tokyo, anh trước đây thi đấu cho Yokohama Marinos và sau đó là Vissel Kobe.

## Thống kê sự nghiệp
Cập nhật gần đây nhất: 1 tháng 3 năm 2015
| Thành tích câu lạc bộ | Thành tích câu lạc bộ | Thành tích câu lạc bộ | Giải vô địch | Giải vô địch | Cúp                   | Cúp                   | Cúp Liên đoàn | Cúp Liên đoàn | Châu lục | Châu lục  | Tổng cộng | Tổng cộng |
| Mùa giải              | Câu lạc bộ            | Giải vô địch          | Số trận      | Bàn thắng    | Số trận               | Bàn thắng             | Số trận       | Bàn thắng     | Số trận  | Bàn thắng | Số trận   | Bàn thắng |
| Nhật Bản              | Nhật Bản              | Nhật Bản              | Giải vô địch | Giải vô địch | Cúp Hoàng đế Nhật Bản | Cúp Hoàng đế Nhật Bản | Cúp Liên đoàn | Cúp Liên đoàn | Châu Á   | Châu Á    | Tổng cộng | Tổng cộng |
| --------------------- | --------------------- | --------------------- | ------------ | ------------ | --------------------- | --------------------- | ------------- | ------------- | -------- | --------- | --------- | --------- |
| 1997                  | Yokohama Marinos      | J. League             | 0            | 0            | 0                     | 0                     | 0             | 0             | -        | -         | 0         | 0         |
| 1998                  | Yokohama Marinos      | J. League             | 0            | 0            | 0                     | 0                     | 4             | 0             | -        | -         | 4         | 0         |
| 1999                  | Yokohama F. Marinos   | J. League             | 0            | 0            | 0                     | 0                     | 0             | 0             | -        | -         | 0         | 0         |
| 2000                  | Yokohama F. Marinos   | J. League             | 3            | 0            | 0                     | 0                     | 2             | 0             | -        | -         | 5         | 0         |
| 2001                  | Yokohama F. Marinos   | J. League             | 5            | 0            | 1                     | 0                     | 3             | 0             | -        | -         | 9         | 0         |
| 2002                  | Yokohama F. Marinos   | J. League             | 30           | 0            | 2                     | 0                     | 5             | 0             | -        | -         | 37        | 0         |
| 2003                  | Yokohama F. Marinos   | J. League             | 15           | 0            | 2                     | 0                     | 4             | 0             | -        | -         | 21        | 0         |
| 2004                  | Yokohama F. Marinos   | J. League             | 30           | 0            | 0                     | 0                     | 4             | 0             | 5        | 0         | 39        | 0         |
| 2005                  | Yokohama F. Marinos   | J. League             | 11           | 0            | 1                     | 0                     | 2             | 0             | 2        | 0         | 16        | 0         |
| 2006                  | Yokohama F. Marinos   | J. League             | 18           | 0            | 0                     | 0                     | 2             | 0             | -        | -         | 20        | 0         |
| 2007                  | Vissel Kobe           | J. League             | 31           | 0            | 0                     | 0                     | 1             | 0             | -        | -         | 32        | 0         |
| 2008                  | Vissel Kobe           | J. League             | 25           | 0            | 0                     | 0                     | 6             | 0             | -        | -         | 31        | 0         |
| 2009                  | Vissel Kobe           | J. League             | 34           | 0            | 0                     | 0                     | 2             | 0             | -        | -         | 36        | 0         |
| 2010                  | Vissel Kobe           | J. League             | 17           | 0            | 0                     | 0                     | 1             | 0             | -        | -         | 18        | 0         |
| 2011                  | Tokushima Vortis      | J. League 2           | 4            | 0            | 1                     | 0                     | -             | -             | -        | -         | 5         | 0         |
| 2012                  | Tokushima Vortis      | J. League 2           | 10           | 0            | 0                     | 0                     | -             | -             | -        | -         | 10        | 0         |
| 2013                  | Tochigi SC            | J. League 2           | 36           | 0            | 1                     | 0                     | -             | -             | -        | -         | 37        | 0         |
| 2014                  | Tochigi SC            | J. League 2           | 10           | 0            | 0                     | 0                     | -             | -             | -        | -         | 10        | 0         |
| 2015                  | FC Tokyo              | J. League             |              |              |                       |                       |               |               | -        | -         |           |           |
| Tổng cộng sự nghiệp   | Tổng cộng sự nghiệp   | Tổng cộng sự nghiệp   | 279          | 0            | 8                     | 0                     | 37            | 0             | 7        | 0         | 331       | 0         |

## Danh hiệu và giải thưởng
- Giải vô địch bóng đá trẻ thế giới Á quân: 1999